# PeaZip
PeaZip is een datacompressie- en archiveringsprogramma voor Windows en Linux. Het programma is onder meer beschikbaar in het Nederlands en wordt uitgebracht onder de LGPL door Giorgio Tani. PeaZip is geschreven in de programmeertaal Free Pascal met behulp van Lazarus. PeaZip beschikt over zijn eigen archiefformaat PEA een acroniem voor Pack Encrypt Authenticate.

## Ondersteunde formaten
Onderstaande bestandsformaten worden ondersteund:

### Uitpakken, inpakken en openen
- 7z[2]
- 7z-SFX
- ARC/WRC (FreeArc)[3]
- bzip2: bz2, tar.bz2, tbz, tb2
- gzip: gz, tar.gz, tgz
- PAQ8F/JD/L/O,[4] LPAQ, ZPAQ
- PEA (het bestandsformaat van PeaZip)
- QUAD/BALZ/BCM
- split (.001)
- tar
- wim
- xz
- zip

### Uitpakken en openen
- ACE
- ARJ, het bestandsformaat van het programma ARJ
- CAB
- CHM
- Compound File, waaronder MSI, DOC, PPT en XLS
- CPIO
- DEB
- EAR
- ISO
- JAR
- LZMA
- LZH
- NSIS-installatieprogramma's
- ODF-bestandsformaten
- PET/PUP (installatieprogramma's voor Puppy Linux)
- PAK/PK3/PK4
- RAR
- RPM
- SMZIP
- U3P
- WAR
- XPI (uitbreidingen voor Mozilla-software)
- Z
- ZIPX

### Herstellen
- ARC (FreeArc)